# Iris (género)
Iris L. é um género de plantas com flor, muito apreciado pelas suas diversas espécies, que ostentam flores de cores muito vivas. São, vulgarmente, designadas como lírios, embora tal termo se aplique com mais propriedade a outro tipo de flor. É uma flor muito frequente em jardins. O termo íris é compartilhado, contudo, com outros géneros botânicos relacionados, da família Iridaceae. O termo pode ainda aplicar-se a uma subdivisão neste género.
Podemos considerar os seguintes subgéneros:
- Iris: com caule subterrâneo (rizoma).
- Limniris: também com rizomas.
- Xiphium, por vezes considerado como um género à parte (Xiphion), que constitui o grupo principal de íris bulbosos.
- Nepalensis, por vezes considerado como o género, à parte, Junopsis; também bulboso.
- Scorpiris, por vezes considerado como o género Juno; também bulboso.
- Hermodactyloides, por vezes considerado como o género Iridodictyum, incluindo a pequena espécie Iris reticulata e outras semelhantes.

## Sinonímia
| - Juno Tratt. - Cryptobasis Nevski | - Iridodictyum Rodion. - Junopsis Wern.Schulze | - Siphonostylis Wern.Schulze - Xiphium Mill. |

## Espécies

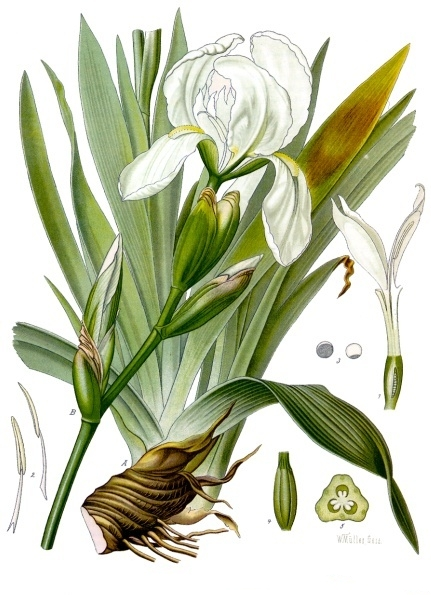
Iris germanica var. florentina

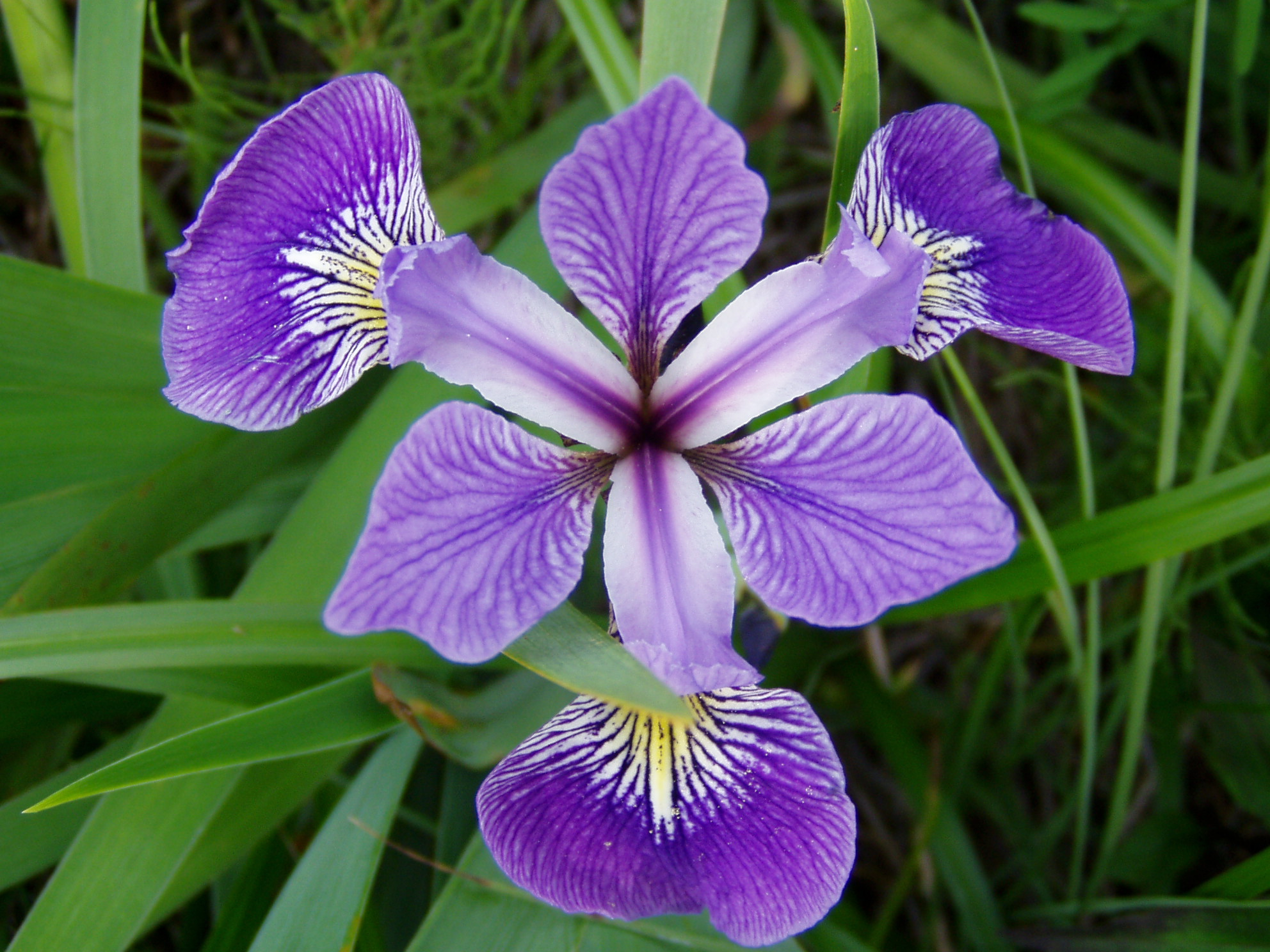
Iris versicolor

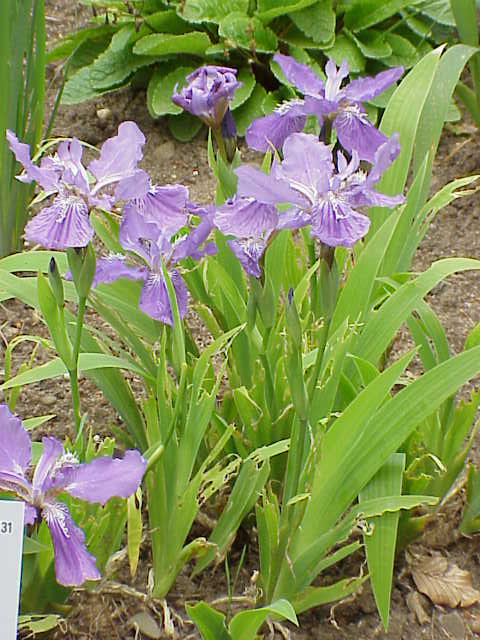
Iris tectorum

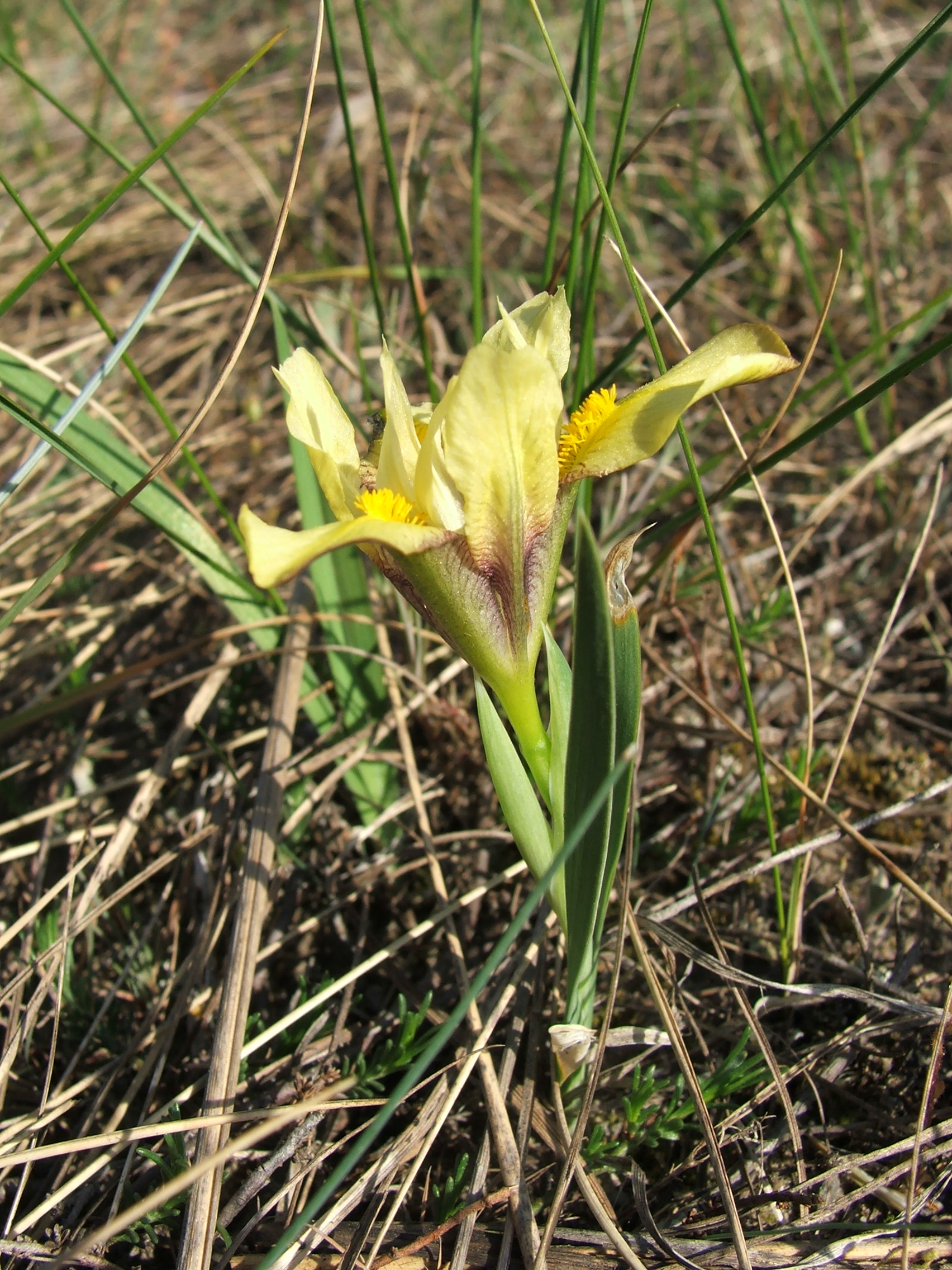
Iris humilis

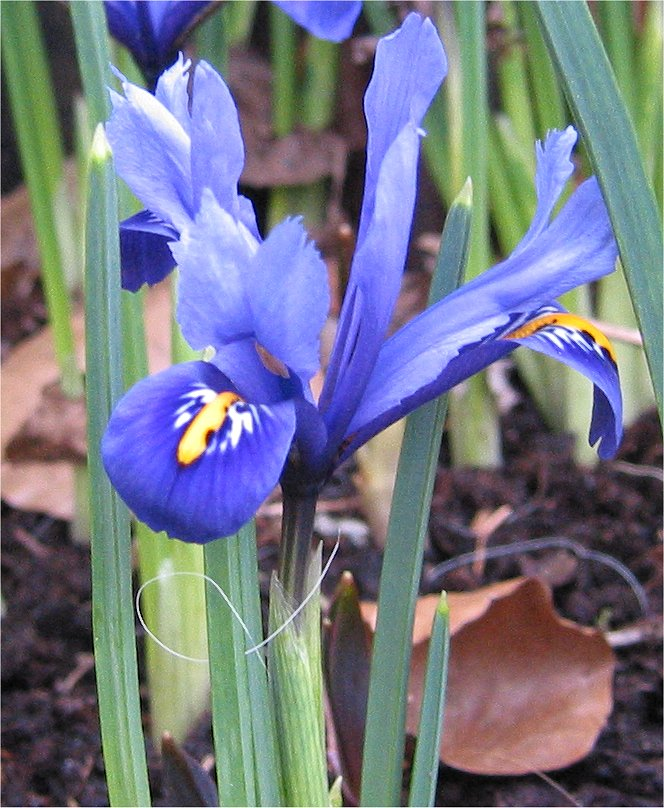
Iris reticulata

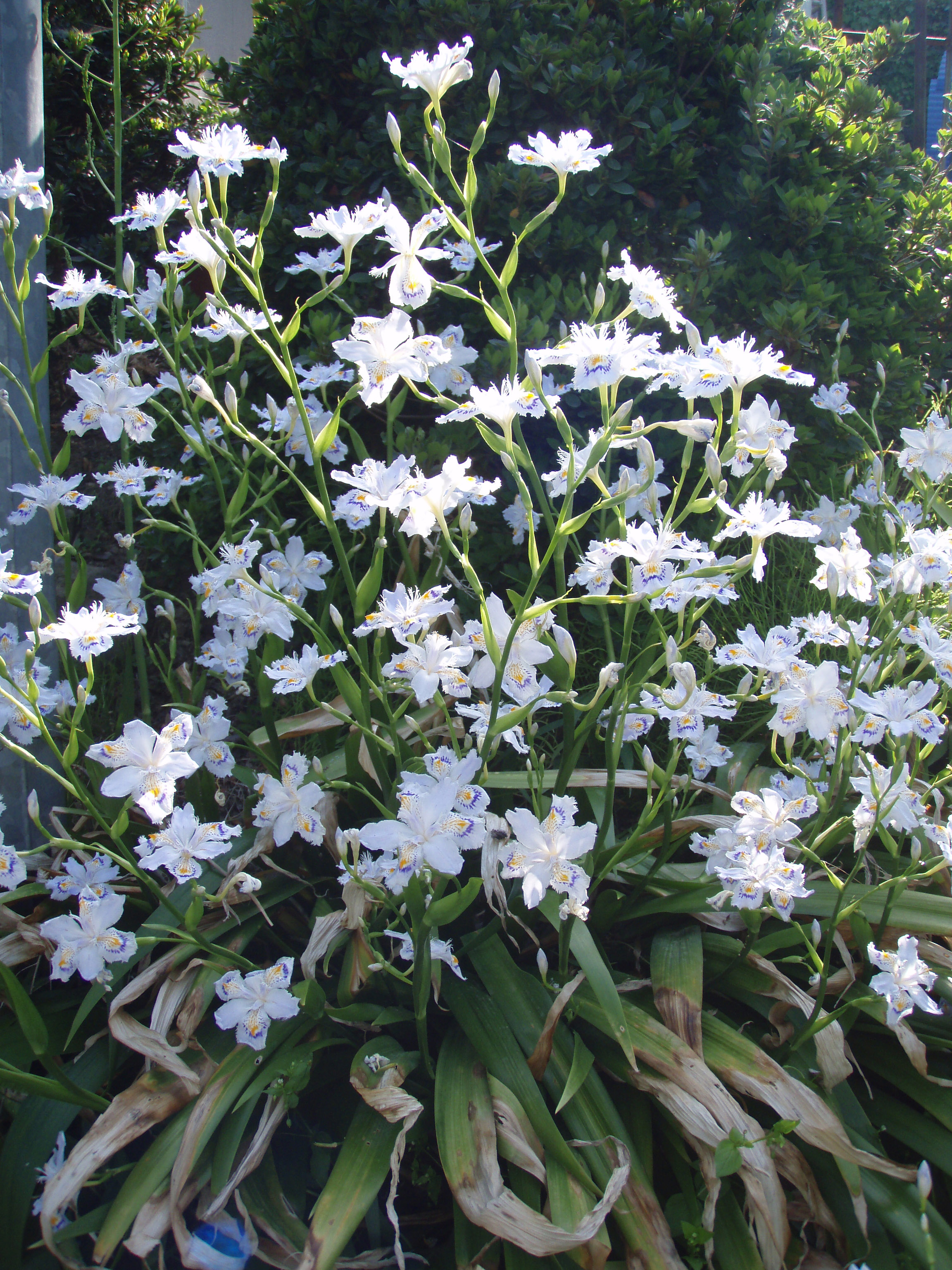
Iris japonica

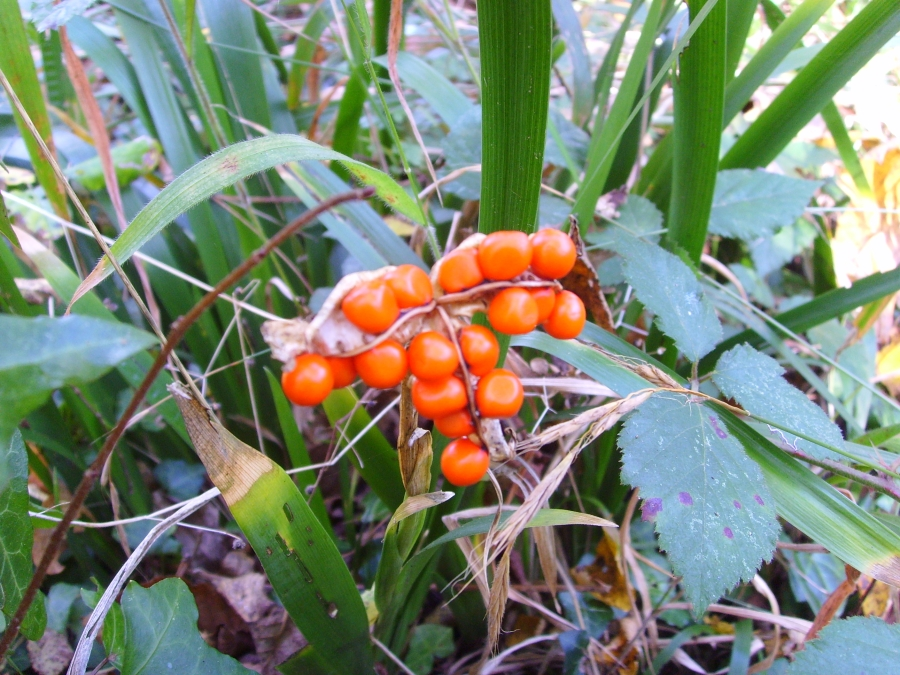
Iris foetidisima

O gênero Iris possui 280 espécies reconhecidas atualmente.
- Iris acutiloba C.A.Mey.
- Iris adriatica Trinajstic ex Mitic
- Iris afghanica Wendelbo
- Iris aitchisonii (Baker) Boiss.
- Iris alberti Regel
- Iris albicans Lange
- Iris albomarginata R.C.Foster
- Iris alexeenkoi Grossh.
- Iris almaatensis Pavlov
- Iris anguifuga Y.T.Zhao & X.J.Xue
- Iris antilibanotica Dinsm.
- Iris aphylla L.
- Iris assadiana Chaudhary, G.Kirkw. & C.Weymouth
- Iris atrofusca Baker
- Iris atropatana Grossh.
- Iris atropurpurea Baker
- Iris aucheri (Baker) Sealy
- Iris auranitica Dinsm.
- Iris baldshuanica O.Fedtsch. & B.Fedtsch.
- Iris barbatula Noltie & K.Y.Guan
- Iris barnumiae Foster & Baker
- Iris basaltica Dinsm.
- Iris binata Schur
- Iris bismarckiana Damman & Sprenger
- Iris bloudowii Ledeb.
- Iris boissieri Henriq.
- Iris bostrensis Mouterde
- Iris bracteata S.Watson
- Iris brandzae Prod.
- Iris brevicaulis Raf.
- Iris brzhezitzky Grossh.
- Iris bucharica Foster
- Iris bulleyana Dykes
- Iris bungei Maxim.
- Iris cabulica Gilli
- Iris caeciliae Grossh.
- Iris camillae Grossh.
- Iris capnoides (Vved.) ined.
- Iris carterorum B.Mathew & Wendelbo
- Iris cathayensis Migo
- Iris caucasica Hoffm.
- Iris cedreti Dinsm. ex Chaudhary
- Iris celikii Akpulat & K.I.Chr.
- Iris chrysographes Dykes
- Iris chrysophylla Howell
- Iris clarkei Baker ex Hook.f.
- Iris colchica Kem.-Nath.
- Iris collettii Hook.f.
- Iris confusa Sealy
- Iris cristata Aiton
- Iris crocea Jacquem. ex R.C.Foster
- Iris cuniculiformis Noltie & K.Y.Guan
- Iris curvifolia Y.T.Zhao
- Iris cycloglossa Wendelbo
- Iris damascena Mouterde
- Iris danfordiae (Baker) Boiss.
- Iris darwasica Regel
- Iris decora Wall.
- Iris delavayi Micheli
- Iris dichotoma Pall.
- Iris doabensis B.Mathew
- Iris dolichosiphon Noltie
- Iris domestica (L.) Goldblatt & Mabb.
- Iris douglasiana Herb.
- Iris drepanophylla Aitch. & Baker
- Iris edomensis Sealy
- Iris ensata Thunb.
- Iris falcifolia Bunge
- Iris farreri Dykes
- Iris fernaldii R.C.Foster
- Iris filifolia Boiss.
- Iris flavissima Pall.
- Iris flexicaulis Small
- Iris foetidissima L.
- Iris formosana Ohwi
- Iris forrestii Dykes
- Iris fosteriana Aitch. & Baker
- Iris fulva Ker Gawl.
- Iris fulvala Dykes
- Iris galatica Siehe
- Iris gatesii Foster
- Iris germanica L.
- Iris giganticaerulea Small
- Iris glaucescens Bunge
- Iris goniocarpa Baker
- Iris gracilipes A.Gray
- Iris graeberiana Sealy
- Iris graminea L.
- Iris grant-duffii Baker
- Iris griffithii Baker
- Iris grossheimii Woronow ex Grossh.
- Iris halophila Pall.
- Iris hartwegii Baker
- Iris haynei Baker
- Iris helena C. Koch
- Iris henryi Baker
- Iris hermona Dinsm.
- Iris heweri Grey-Wilson & B.Mathew
- Iris hexagona Walter
- Iris heylandiana Boiss. & Reut.
- Iris hippolyti (Vved.) Kamelin
- Iris histrio Rchb.f.
- Iris histrioides (G.F.Wilson) S.Arn.
- Iris hoogiana Dykes
- Iris hookeri Penny ex G.Don
- Iris hookeriana Foster
- Iris humilis Georgi
- Iris hymenospatha B.Mathew & Wendelbo
- Iris iberica Steven
- Iris imbricata Lindl.
- Iris innominata L.F.Hend.
- Iris ivanovae Doronkin
- Iris japonica Thunb.
- Iris juncea Poir.
- Iris junonia Schott
- Iris kamelinii Alexeeva
- Iris kashmiriana Baker
- Iris kemaonensis Wall. ex D.Don
- Iris kerneriana Asch. & Sint. ex Baker
- Iris kirkwoodiae Chaudhary
- Iris kobasensis Prodán
- Iris kobayashii Kitag.
- Iris koenigii Sosn.
- Iris kolpakowskiana Regel
- Iris kopetdagensis (Vved.) B.Mathew & Wendelbo
- Iris koreana Nakai
- Iris korolkowii Regel
- Iris kuschakewiczii B.Fedtsch.
- Iris kuschkensis Grey-Wilson & B.Mathew
- Iris lactea Pall.
- Iris lacustris Nutt.
- Iris laevigata Fisch.
- Iris latifolia (Mill.) Voss
- Iris latistyla Y.T.Zhao
- Iris lazica Albov
- Iris leptophylla Lingelsh. ex H.Limpr.
- Iris leptorhiza (Vved.) Vved.
- Iris lineata Foster ex Regel
- Iris linifolia (Regel) O.Fedtsch.
- Iris loczyi Kanitz
- Iris longipetala Herb.
- Iris longiscapa Ledeb.
- Iris lortetii Barbey ex Boiss.
- Iris ludwigii Maxim.
- Iris lusitanica Ker Gawl.
- Iris lutescens Lam.
- Iris lycotis Woron.
- Iris macrosiphon Torr.
- Iris magnifica Vved.
- Iris mandshurica Maxim.
- Iris maracandica (Vved.) Wendelbo
- Iris mariae Barbey
- Iris marsica I.Ricci & Colas.
- Iris masiae Foster
- Iris meda Stapf
- Iris microglossa Wendelbo
- Iris milesii Baker ex Foster
- Iris minutoaurea Makino
- Iris missouriensis Nutt.
- Iris munzii R.C.Foster
- Iris mzchetica Rodion.
- Iris narbutii O.Fedtsch.
- Iris narcissiflora Diels
- Iris narynensis O.Fedtsch.
- Iris nectarifera Güner
- Iris nelsonii Randolph
- Iris neoensata Y.N.Lee
- Iris neosetosa Y.N.Lee
- Iris neumayeri Janch. ex Holub
- Iris nezahatiae Güner & H.Duman
- Iris nicolai (Vved.) Vved.
- Iris nigricans Dinsm.
- Iris nusairiensis Mouterde
- Iris odaesanensis Y.N.Lee
- Iris odontostyla B.Mathew & Wendelbo
- Iris orchioides Carrière
- Iris orientalis Mill.
- Iris orjenii Bräuchler & Cikovac
- Iris palaestina (Baker) Boiss.
- Iris pallasii Fisch. ex Trev.
- Iris pallida Lam.
- Iris pamphylica Hedge
- Iris paradoxa Steven
- Iris parvula (Vved.) ined.
- Iris persica L.
- Iris petrana Dinsm.
- Iris planifolia (Mill.) Fiori & Paol.
- Iris platyptera B.Mathew & Wendelbo
- Iris pontica Zapal.
- Iris popovii (Vved.) Vved.
- Iris porphyrochrysa Wendelbo
- Iris postii Mouterde
- Iris potaninii Maxim.
- Iris prismatica Pursh
- Iris proantha Diels
- Iris psammocola Y.T.Zhao
- Iris pseudacorus L.
- Iris pseudocapnoides Rukans
- Iris pseudocaucasica Grossh.
- Iris pseudonotha Galushko
- Iris pseudopumila Tineo
- Iris pskemensis Rukans
- Iris pumila L.
- Iris purdyi Eastw.
- Iris purpureobractea B.Mathew & T.Baytop
- Iris qinghainica Y.T.Zhao
- Iris regis-uzziae Feinbrun
- Iris reichenbachii Heuff.
- Iris reticulata M.Bieb.
- Iris revoluta Colas.
- Iris robusta E.S.Anderson
- Iris rosenbachiana Regel
- Iris rossii Baker
- Iris ruthenica Ker Gawl.
- Iris sancti-cyri J.Rousseau
- Iris sanguinea Donn ex Hornem.
- Iris sari Schott ex Baker
- Iris savannarum Small
- Iris scariosa Willd. ex Link
- Iris schachtii Markgr.
- Iris schelkowinkowii (Fomin) Fomin
- Iris schischkinii Grossh.
- Iris serotina Willk.
- Iris setosa Pall. ex Link
- Iris setosothungbergii H.Koidz. ex T.Shimizu
- Iris sibirica L.
- Iris sintenisii Janka
- Iris songarica Schrenk
- Iris speculatrix Hance
- Iris sprengeri Siehe
- Iris spuria L.
- Iris staintonii H.Hara
- Iris stenophylla Hausskn. ex Baker
- Iris stocksii (Baker) Boiss.
- Iris stolonifera Maxim.
- Iris suaveolens Boiss. & Reut.
- Iris subdecolorata Vved.
- Iris subdichotoma Y.T.Zhao
- Iris susiana L.
- Iris swensoniana Chaudhary, G.Kirkw. & C.Weymouth
- Iris tadshikorum (Vved.) Vved.
- Iris taochia Woronow ex Grossh.
- Iris tectorum Maxim.
- Iris tenax Douglas ex Lindl.
- Iris tenuifolia Pall.
- Iris tenuis S.Watson
- Iris tenuissima Dykes
- Iris thompsonii R.C.Foster
- Iris tigridia Bunge ex Ledeb.
- Iris timofejewii Woronow
- Iris tingitana Boiss. & Reut.
- Iris tridentata Pursh
- Iris tubergeniana Foster
- Iris tuberosa L.
- Iris typhifolia Kitag.
- Iris unguicularis Poir.
- Iris uniflora Pall. ex Link
- Iris variegata L.
- Iris vartanii Foster
- Iris ventricosa Pall.
- Iris verna L.
- Iris versicolor L.
- Iris vicaria Vved.
- Iris vinicolor Small
- Iris violipurpurea Small
- Iris virginica L.
- Iris vorobievii N.S.Pavlova
- Iris vvedenskyi Nevski
- Iris warleyensis Foster
- Iris wattii Baker ex Hook.f.
- Iris wendelboi Grey-Wilson & B.Mathew
- Iris westii Dinsm.
- Iris willmottiana Foster
- Iris wilsonii C.H.Wright
- Iris winkleri Regel
- Iris winogradowii Fomin
- Iris xanthochlora Wendelbo
- Iris xanthospuria B.Mathew & T.Baytop
- Iris xiphium L.
- Iris yebrudii Dinsm. ex Chaudhary

## Classificação do género
| Sistema | Classificação                     | Referência               |
| ------- | --------------------------------- | ------------------------ |
| Linné   | Classe Triandria, ordem Monogynia | Species plantarum (1753) |